# Zwieracz przedwłosowaty
Zwieracz przedwłosowaty − okrężne pasmo mięśni gładkich położone na granicy naczyń przedwłosowatych z naczyniami włosowatymi. Ich zwiotczenie pozwala na napływ krwi do naczynia włosowatego, a skurcz ten przepływ blokuje.